# Хернхут
Хернхут (њем. Herrnhut) град је у њемачкој савезној држави Саксонија. Једно је од 59 општинских средишта округа Герлиц. Према процјени из 2010. у граду је живјело 3.523 становника. Посједује регионалну шифру (AGS) 14626180.

## Географски и демографски подаци
Хернхут се налази у савезној држави Саксонија у округу Герлиц. Град се налази на надморској висини од 344 метра. Површина општине износи 29,8 km². У самом граду је, према процјени из 2010. године, живјело 3.523 становника. Просјечна густина становништва износи 118 становника/km².